# Cylicomorpha
Cylicomorpha je biljni rod iz porodice papajevki kojemu pripada dvvije vrste drveća, jedna iz zapdne tropske, i druga iz istočne Afrike
To je Malo zimzeleno dvodomno stablo visine 0.5–4 metra.

## Vrste
1. Cylicomorpha parviflora Urb.
2. Cylicomorpha solmsii (Urb.) Urb.